# Singjay
Un singjay est un musicien de reggae qui mélange chant et style deejay (qui correspond en reggae à un style vocal parlé/chanté/scandé/crié appelé aussi toast).

## Terminologie
Singjay est une contraction de l'anglais singer (chanteur) et deejay. Deux interprétations du terme sont possibles. Il s'agit la plupart du temps soit d'un deejay qui alterne des phases chantées avec des phases « toastées » dans ses morceaux, soit d'un deejay dont le toast est plus mélodique, c'est-à-dire plus chanté et moins parlé/scandé qu'habituellement. Quelques rares personnes considèrent également qu'il s'agit d'un chanteur qui introduit des phases toastées dans ses morceaux, conception moins répandue mais non incompatible avec la définition large du singjay.

## Histoire
Les premiers singjays étaient des deejays plus mélodiques que leurs contemporains. Dans les années 2000, ce style vocal s'institutionnalise et devient un style intermédiaire entre le chant pur et le style deejay. 

## Artistes
Dans les années 1970, ils comprenennt Big Youth (qui chante presque sur certains morceaux), et dans les années 1980, Eek-A-Mouse, puis Tenor Saw, Nitty Gritty, King Kong, Anthony Red Rose, Joseph Cotton, Madoo (prolongeant une certaine façon de chanter à la Horace Andy). Dans les années 1990 et 2000, ils comprennent Tony Rebel, Anthony B, Sizzla, Junior Kelly, Norrisman, Warrior King, Chuck Fender, Richie Spice, Gentleman, Turbulence, Fantan Mojah, Lukie D, et Gyptian.